# 穆罕默德·代比
穆罕默德·伊本·伊德里斯·德比·伊特诺（阿拉伯语：محمود بن إدريس ديبي إتنو；1984年4月4日—），查德政治軍事人物，2021年時任總統伊德里斯·德比平叛戰死後，他承襲父業接掌軍政大權並成為國家元首，2024年5月23日正式宣誓擔任總統。

## 个人生活
穆罕默德·代比出生于1984年，是当时的乍得地面部队总司令伊德里斯·代比的次子，兄长于2007年死于法国。母亲是图布人。
穆罕默德·代比践行一夫多妻制，他有三个妻子，第一个妻子是札加瓦人。在2010年，代比和他第二个妻子结婚，他的第二个妻子是阿巴卡尔·萨邦和一名中非妇女的女儿。萨邦是中非共和国前政府部长，米歇尔·乔托迪亚的顾问，乔托迪亚是中非共和国正义解放者运动反政府武装的领导人。据信，代比和他的第二个妻子有五个孩子。
代比的第三个妻子叫达哈巴亚·奥马尔·苏尼，她是一个媒体工作者，也是公认的乍得第一夫人。苏尼曾和代比的父亲伊德里斯·代比有着密切的工作往来，并且从2019年12月直到伊德里斯·代比去世，一直担任总统办公室的公共关系主任。在2021年5月，苏尼被指派担任过渡军事委员会的媒体顾问，现在她和她的丈夫代比一起在这里工作，代比担任技术顾问。

## 军事生涯
穆罕默德·代比曾就读于乍得军事联合学校，后来在法国普罗旺斯地区艾克斯的一个军事学校接受了军事训练。回国后，他得到了军官学校的第二次半直接晋升，后来被任命为国家安全机构部门（DGSSIE）工作，担任其步兵集团的副司令。他的第一次战斗发生在2006年4月，当时叛军袭击了乍得首都，随后他与时任警察局长阿布·巴克尔·赛义德将军一起参加了乍得东部的战斗。穆罕默德·代比后来被授予了少校军衔。在2009年5月，他被任命为准将，并在阿姆达姆战役中共同指挥乍得军队击溃叛军。
在胜利之后，代比被任命为SERS的装甲中队和卫兵指挥官。2013年1月，他被指派为奥马尔·比基莫将军领导下的驻马里共和国乍得特种部队的第二指挥官。2013年2月22日，代比率军在马里北部阿德拉尔德伊福加斯山镇压叛乱分子，引发伊福加斯战役，给反政府武装带来了巨大打击。

## 外部連結
- 穆罕默德·代比的X（前Twitter）